# Suhoi/HAL FGFA
FGFA este un avion de vânătoare de generația a cincea care este proiectat de către Rusia și India. Este un proiect care se bazează pe avionul rusesc Suhoi PAK FA, versiunea indiană Suhoi/HAL FGFA fiind adaptată necesităților țării. Este considerat a fi la același nivel cu modelele americane de ultimă generație F-22 Raptor și F-35 Lightning II.